# Nedim Remili
Nedim Remili (Créteil, 18. srpnja 1995.) francuski je rukometaš koji igra za Veszprém i francusku reprezentaciju.
Nedim Remili rođen je u Créteilu u Francuskoj. Njegov otac Kamel Remili igrao je rukomet u prvoj francuskoj ligi.
Kada je Nedim napunio 10 godina, počeo je igrati rukomet u US Créteilu, gdje je njegov otac radio kao član uprave. Dana 12. listopada 2012., u dobi od 17 godina, Remili je debitirao za US Créteil protiv Dunkerque HBGL-a. Iste godine Créteil je ispao iz prve francuske rukometne lige (LNH). Iako su ga htjeli veći klubovi, Remili je 2013. potpisao svoj prvi profesionalni ugovor s US Créteilom.
Sljedeće sezone, Remili je postao ključni igrač u momčadi US Créteil i pomogao klubu da se vrati u prvu francusku ligu. Kao rezultat toga, Remili je imenovan u momčad za Svjetsko rukometno prvenstvo do 21 godine 2015. No, ozljeda ramena spriječila ga je da nastupi na ovom turniru.
U sezoni 2015./16. Remili je zbog svoje dobre igre imenovan za All-Star utakmicu i francusku rukometnu reprezentaciju. Zatim je prešao u ligaški rival Paris Saint-Germain. S Francuskom je osvojio zlatnu medalju na Olimpijskim igrama u Tokiju. S 32 pogotka u osam utakmica bio je uz Huga Descata najbolji francuski strijelac.
Remili je bio pod ugovorom s poljskim prvoligaškim klubom Vive Kielce od sezone 2022/23. Na Svjetskom prvenstvu 2023. s Francuskom je osvojio srebro, a izabran je i u All-Star momčad kao najbolji srednji bek. Nakon što je Kielce zapao u financijske poteškoće početkom 2023. nakon povlačenja glavnog sponzora, Remili je u veljači 2023. prešao u mađarski prvak Veszprém, s kojim je osvojio mađarsko prvenstvo 2023. i 2024. te mađarski kup 2024. godine.
Bio je najbolji igrač na Europskom prvenstvu u rukometu – Njemačka 2024. na kojem je Francuska pobijedila.